# Stazione di Pontevedra
La stazione di Pontevedra (in spagnolo Estación de Pontevedra) è un'importante stazione ferroviaria di Pontevedra, Spagna.
È posta sulla ferrovia tra Redondela e Santiago de Compostela.